# Villa La Colonna
Villa la Colonna si trova a Pistoia nella frazione di Barile.

## Storia e descrizione
Fu edificata nel Settecento assemblando alcuni edifici rurali preesistenti della famiglia Gatteschi, acquistati nel 1735 dalla famiglia Rospigliosi. Deve il suo nome a una colonna nei pressi, lungo la vecchia via Cassia. 
Dopo vari passaggi di proprietà pervenne nel 1897 al cavalier Alessandro Spiti, i cui discendenti detengono tuttora la proprietà.
La villa è a tre piani, alleggerita in facciata da una doppia loggia. Le finestre sono decorate all'esterno da elementi in cotto, festoni, nicchie, mascheroni e ghirlande, ai quali vanno aggiunti gli amorini al piano nobile.
La quinta di cipressi sul retro segna il sito dell'antica via Cassia. Attraverso una doppia gradinata si può raggiungere il piccolo giardino all'italiana, con due belvedere-pagoda tipici dello stile orientaleggiante ottocentesco. Le aiuole geometriche sono cinte da siepi di bosso e decorate con statue e alberi ad alto fusto sui vialetti. Molto presenti sono le rose multicolore. In un boschjetto di lecci si trova la cappella di San Domenico e San Salvatore.